# Puente de Nankín sobre el río Yangtsé
El Puente de Nankín sobre el río Yangtsé es un puente de celosía con tablero doble (separando el tráfico de automóviles y trenes a diferentes niveles) que cruza el río Yangtsé entre Pukou y Xiaguan en Nankín, China. Su plataforma superior es parte de la Autopista Nacional China 104, y abarca 4588 metros. Su plataforma inferior es un ferrocarril de doble vía de 6772 metros de longitud que completa el Ferrocarril Pekín-Shanghái, que había estado dividido por el Yangtsé durante décadas. Tiene nueve pilares, con un vano máximo de 160 metros y una longitud total de 1576 metros. El puente transporta a unos 80 000 vehículos y 200 trenes cada día.  
El puente se finalizó y abrió al tráfico en 1968. Fue el tercer puente sobre el río Yangtsé tras el Puente de Wuhan sobre el río Yangtsé y el Puente de Chongqing Baishatuo sobre el río Yangtsé. Fue el primer gran puente diseñado y construido por la capacidad técnica de China, y por tanto considerado uno de los mayores logros y una prueba del espíritu y la habilidad del pueblo chino durante la era de Mao Zedong.

## Suicidios
El Puente de Nankín sobre el río Yangtsé es el lugar de suicidio más frecuente del mundo, con más de 2000 suicidios registrados. El puente tiene muchos récords de suicidios.

## Galería de imágenes

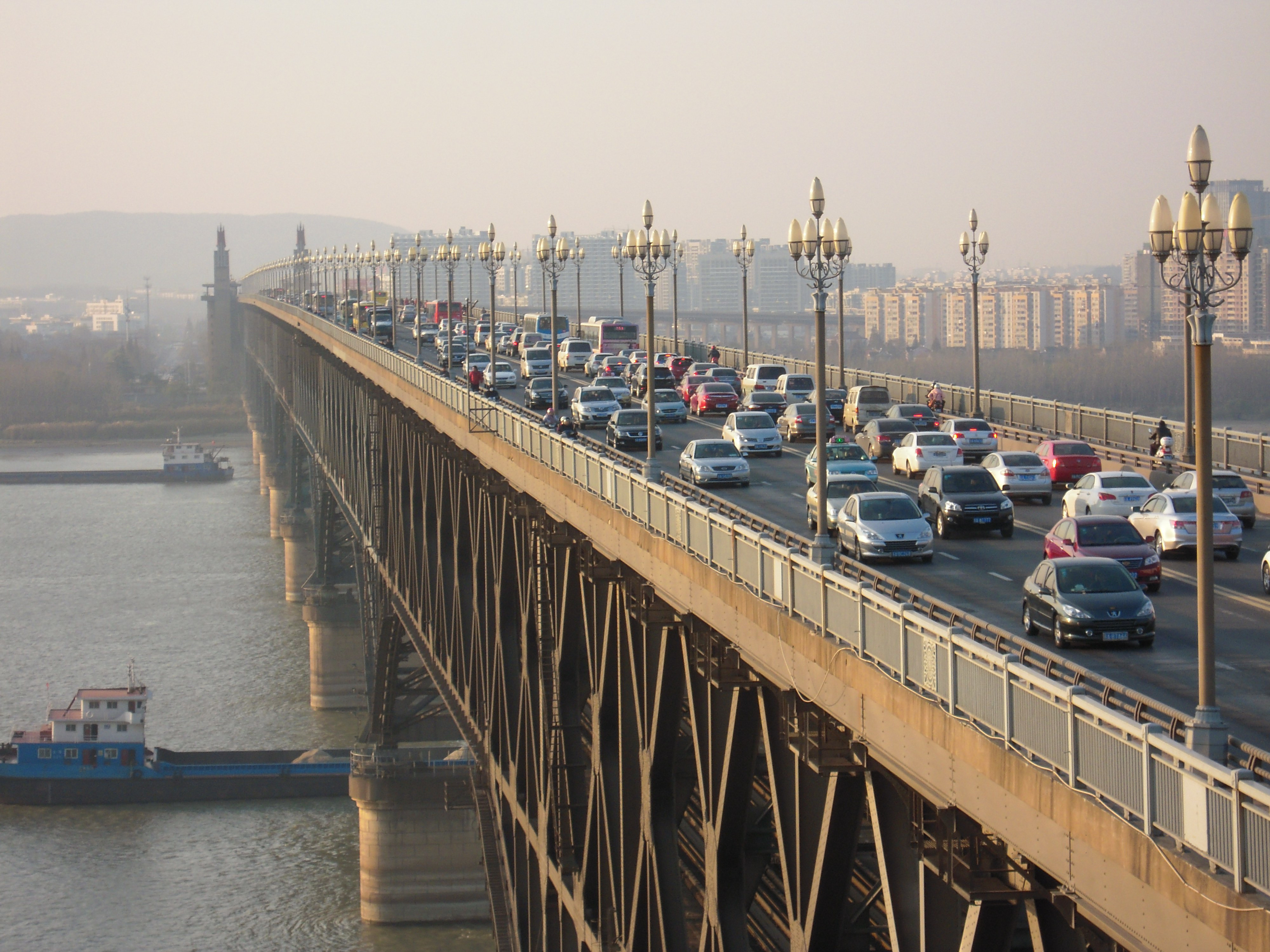
Vehículos en el puente
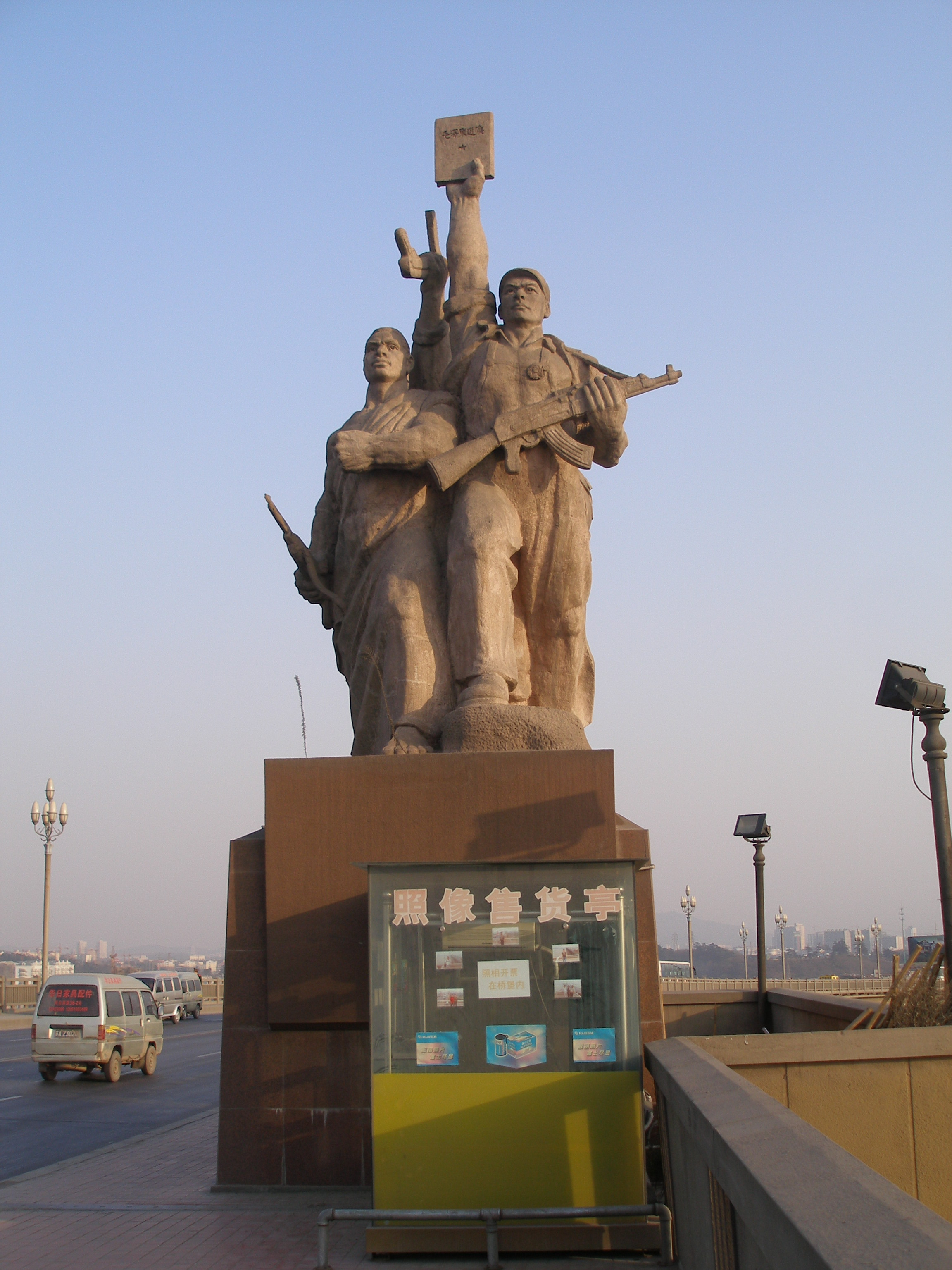
Estatua del primer puente del Yangtsé en Nankín
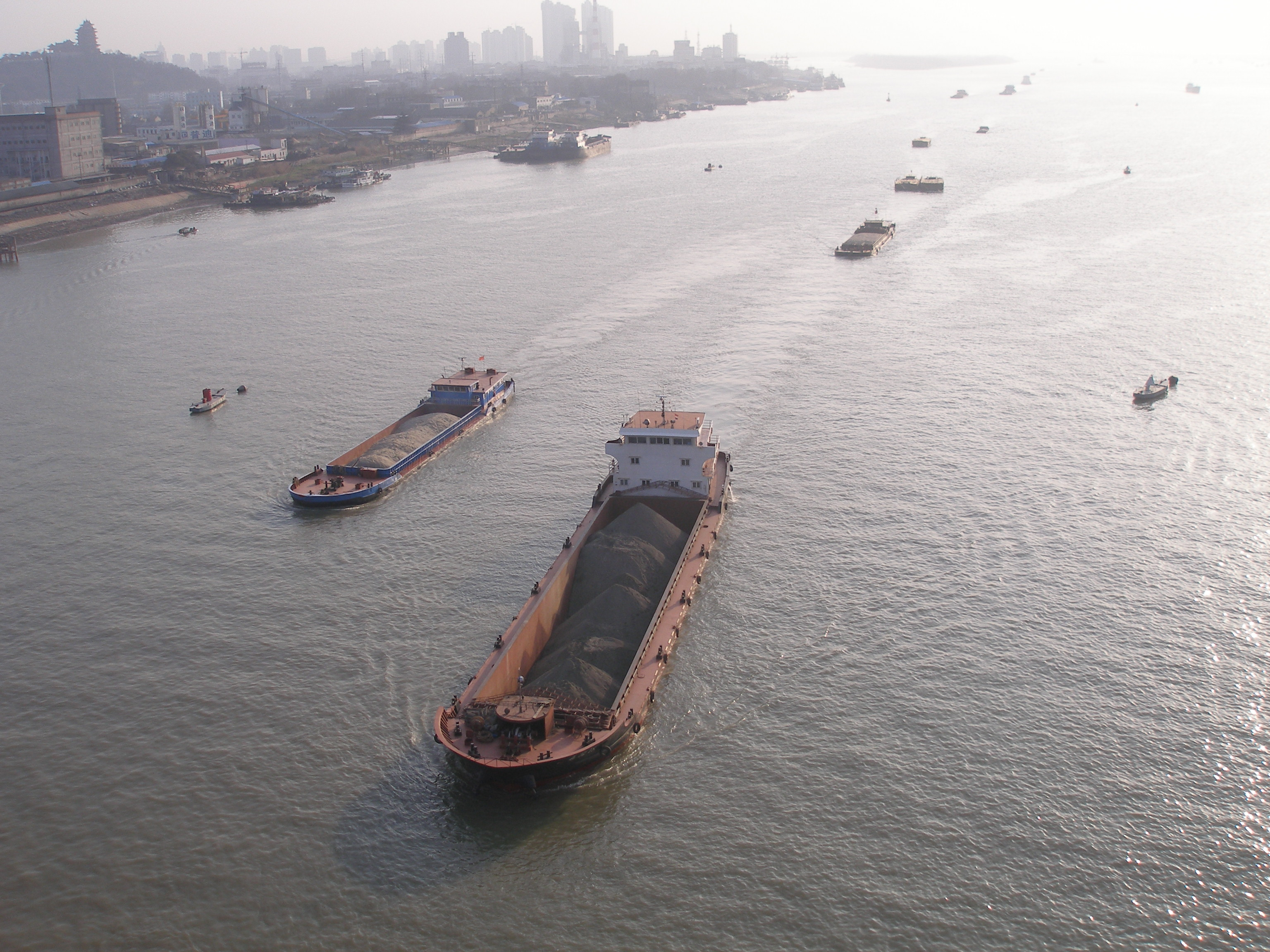
El río
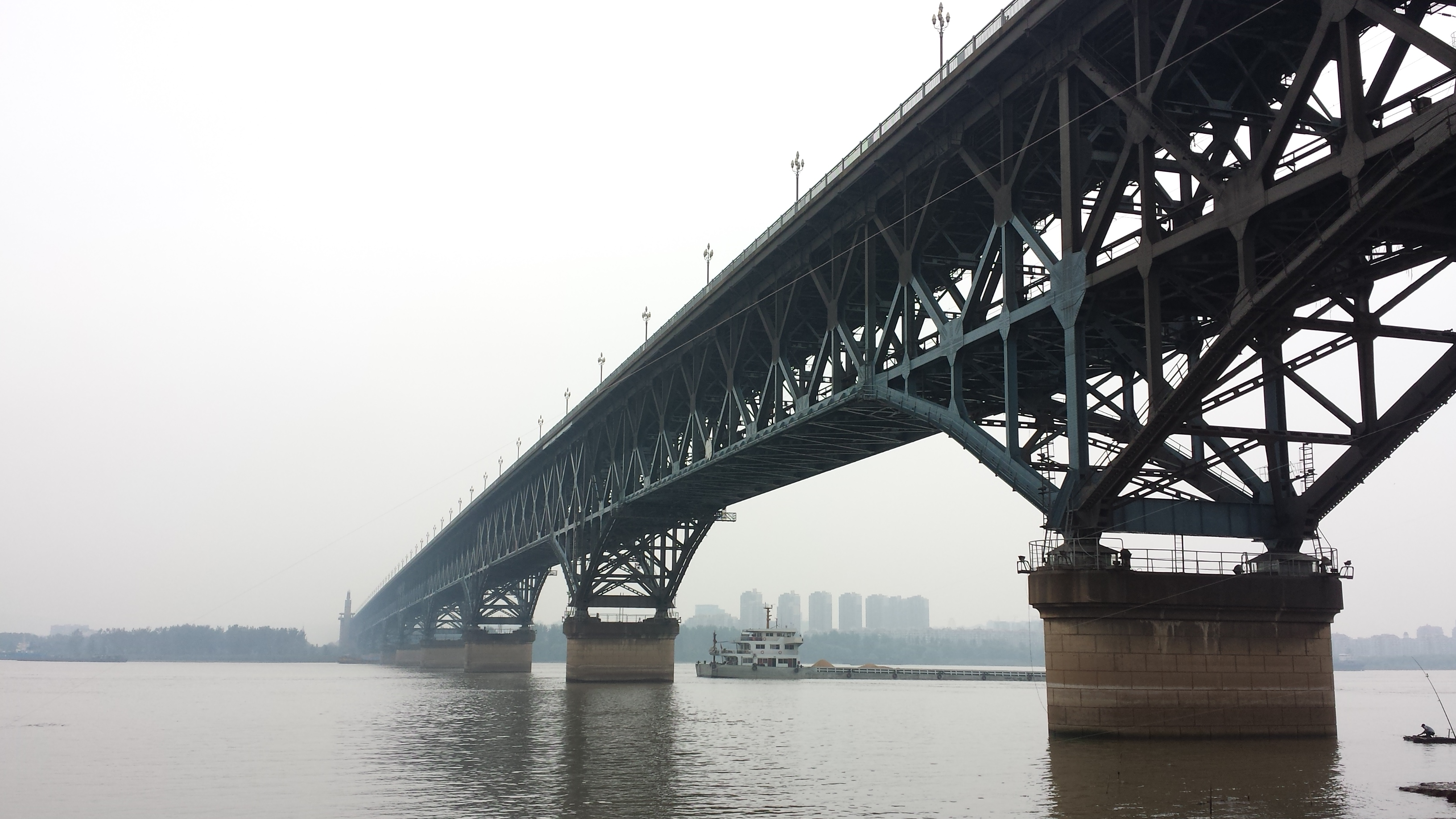
El puente visto desde aguas arriba (orilla derecha)
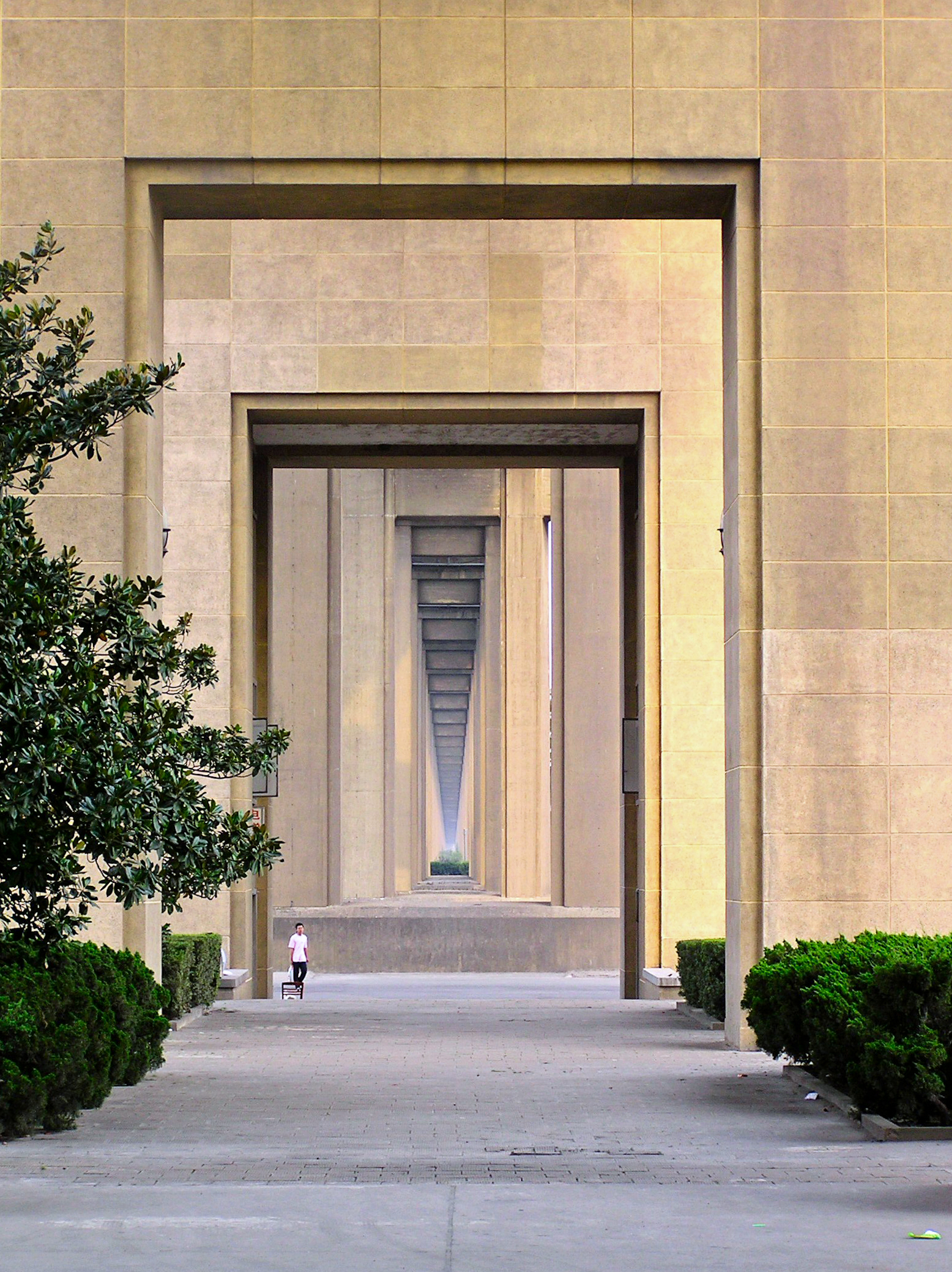
Perspectiva de los marcos de la estructura de acceso a la plataforma del ferrocarril del puente